# Истина (фильм)
«Истина» (фр. La vérité) — кинофильм режиссёра Анри-Жоржа Клузо, вышедший на экраны в 1960 году. В основу сюжета легло судебное дело Полин Дюбюиссон.

## Сюжет
Двадцатидвухлетняя Доминик Марсо обвиняется в убийстве студента консерватории и дирижёра Жильбера Теллье. Сюжет фильма складывается параллельно из сцен в зале суда и сцен, рассказывающих о жизни Доминик, её отношениях с родителями, сестрой, приятелями и, наконец, о любви к Жильберу.
Цель судебного разбирательства — установить истину, что неоднократно подчеркивается адвокатами обеих сторон. Истина может быть только единственной. Однако в фильме представлено несколько «истин».
Первую «истину» доказывает мэтр Эпарвье, представляющий мать убитого. Согласно его версии, Доминик Марсо — распущенная и безалаберная девушка, ведущая весьма легкий и свободный образ жизни, ничем не занимающаяся, прожигающая жизнь в компании таких же, как она сама, молодых людей, конечно же негодяев и бездельников. Жизнь Доминик Марсо скрупулёзно анализируется и документируется в суде. Извлекаются на свет даже факты, относящиеся к детству Доминик. В возрасте восьми лет она сломала куклу, подаренную родителями её сестре, Анни. По словам адвоката матери Жильбера, это свидетельствует о неконтролируемой жестокости подсудимой.
Припоминается, что Доминик выгнали из колледжа из-за того, что нашли у неё роман «Мандарины» Симоны де Бовуар — книгу, в которой содержались эротические сцены. Отсюда делается вывод о распущенности Доминик и т. д.
Собственно, по ходу судебного разбирательства Доминик судят не столько за убийство, сколько за красоту и свободу нравов.
Три неудавшихся попытки самоубийства Доминик, конечно же, говорят лишь о том, что она склонна таким способом добиваться своего, каждый раз будучи уверенной в том, что будет спасена.
В целом Доминик по версии суда предстает перед зрителем как девушка ветреная, ей свойственны чересчур легкие и свободные взгляды на жизнь. Якобы настоящая любовь к Жильберу не мешает ей неоднократно изменять ему. К Жильберу, по версии суда, Доминик относится пренебрежительно, называя его «придурком», «занудой» и нарочно держит его на поводке, чтобы распалить его.
Убивает Жильбера она якобы из зависти к сестре, за которой Жильбер ухаживал до встречи с Доминик и к которой вернулся.
Вторая «истина» — та, которую излагает мэтр Герен, адвокат Доминик. Согласно его версии Жильбер — не незадачливый влюбленный, а соблазнитель, преследующий Доминик до тех пор, пока она не уступает ему.
А «истинная истина» — та, которую зритель видит сам, став свидетелем жизни Доминик и историю её любви к Жильберу, и та, о которой кричит сама Доминик в зале суда, сделав последнюю попытку быть понятой. Доминик Марсо предстает перед зрителем девушкой простой и легкомысленной. Отсутствие опыта и безалаберность, действительно, приводит к тому, что Доминик живёт праздной и свободной жизнью, в отличие от сестры Анни, серьёзно занимающейся музыкой и поступившей в консерваторию. Однако, в душе Доминик стремится к настоящему, глубокому чувству, которое и начинает испытывать к Жильберу, студенту консерватории, талантливому музыканту и будущему дирижёру, другу Анни. В свою очередь Жильбера влечет к Доминик, которая не похожа на его окружение. Он постоянно преследует её, ревнует. Его не останавливает даже интрижка Доминик с неким Лувье, обладателем мотоцикла, происходящая чуть ли не на его глазах.
В конце концов Доминик и Жильбер начинают проводить время вместе. Жильбер даже предлагает Доминик пожениться, но ясно, что это опрометчивый шаг и что им пока не на что жить. Постепенно отношения между Доминик и Жильбером ухудшаются. Доминик, лишившись материальной поддержки родителей, устраивается на работу гардеробщицей в бар «Спутник». Это не устраивает Жильбера, который недоволен тем, что Доминик улыбается клиентам. Не устраивает его и то, что Доминик работает по ночам. В это же время Жильбер получает возможность сделать карьеру: он, лучший в классе дирижирования, при поддержке друзей организует свой оркестр. Это загоняет совместную жизнь Доминик и Жильбера в жесткие рамки: Доминик свободна от работы только раз в неделю, а Жильбер, когда удается, берет зал для репетиций. Попутно обнаруживается все несходство интересов Жильбера и Доминик. Доминик хочется повидать приятелей, потанцевать, сходить в кино. Жильбер считает фильмы, на которые Доминик удается его вытащить, «барахлом», слушает только классическую музыку.
Начальник Доминик, Людо, жалея её, неоднократно подвозит её до отеля, где та снимает половину комнаты. Жильбер, узнав об этом, устраивает сцену ревности. В гневе и отчаянии Доминик уступает Людо, чтобы «у Жильбера появился повод для криков».
Не зная, что делать, как просить Жильбера о прощении, Доминик сказывается больной. Не желая возвращаться на работу после случившегося, Доминик остается дома и, чтобы просуществовать, продает свою одежду. Когда ей становится не на что жить, она в отчаянии предлагает себя богатому американцу, приехавшему в Париж развлечься. На похоронах отца она узнаёт, что Анни простила Жильбера и они собираются пожениться.
Однажды по телевизору, стоящему в витрине магазина, Доминик видит Жильбера, дирижирующего своим оркестром. Это заставляет Доминик решиться на встречу с Жильбером. Она приезжает к нему домой только для того, чтобы увидеть его и попросить прощение за всё. Встреча заканчивается ночью любви, но наутро Жильбер окончательно порывает с Доминик, отвергнув её.
Со своим приятелем Мишелем Доминик неоднократно обсуждала тему самоубийства, но до сих пор это были вполне отвлеченные разговоры. Теперь же Доминик покупает себе «Вальтер», чтобы убить себя. В результате последнего разговора с Мишелем Доминик приходит к мысли, что она должна покончить с собой на глазах у Жильбера.
Приятель Жильбера узнает о том, что у Доминик есть оружие. Он предупреждает Жильбера о грозящей тому опасности и просит его принять меры предосторожности. Он просит Жильбера никуда из дома не выходить, а сам отправляется в магазин — купить что-нибудь к ужину. В этот момент Доминик проникает в квартиру Жильбера. Однако Жильбер, считая все действия Доминик «представлением», говорит ей жестокие слова. Он кричит, что Доминик надоела ему, что он никогда её не любил. В гневе, не владея собой, Доминик убивает Жильбера, выстрелив в него несколько раз, затем пытается покончить с собой, но оказывается, что она расстреляла все патроны. Тогда Доминик открывает газ в надежде отравиться…
Она действительно умерла бы, если бы не возвращение приятеля Жильбера. Жильбер мертв, Доминик почти не дышит, но её возвращают к жизни вызванные на место происшествия спасатели. Когда один спасатель говорит, что лучше бы дать ей умереть, другой заявляет, что тогда она легко отделалась бы.
Судебное разбирательство, длившееся весь день, переносится на следующий день. Однако ночью в тюремной камере Доминик осколком зеркала вскрывает себе вены. Как пишет она в прощальном письме, адресованном всем присутствующим в суде, ей не удавалось покончить с собой потому, что она неловкая, но в этот раз она достигнет цели. Она просит прощения у всех, особенно у матери Жильбера, и говорит, что теперь идет к Жильберу. Действительно, врачи не в силах спасти её — Доминик умирает. Её истина, настоящая истина, торжествует… Но торжествует ли? Генеральный адвокат будничным тоном говорит о том, что судебный иск аннулирован ввиду смерти обвиняемой. Тотчас несколько репортеров срываются с места — они спешат донести очередную «сенсацию» до читателей газет. Ассистентка мэтра Герена говорит о том, что не завидует Эпарвье, на что Герен спокойно отвечает, что они будут на его месте в следующем судебном разбирательстве.
Члены суда, присяжные и присутствующие расходятся.

## В ролях
- Брижит Бардо — Доминик Марсо
- Сами Фрей — Жильбер Теллье
- Шарль Ванель — мэтр Герен
- Поль Мёрисс — мэтр Эпарвье
- Луи Сенье — председатель
- Мари-Жозе Нат — Анни Марсо
- Жан-Лу Рейнольд — Мишель
- Андре Уманский — Людо
- Клод Берри — Жорж
- Жак Перрен — Жером
- Рене Бланкар — Генеральный адвокат

## Художественные особенности
Композиция фильма строится на основе чередований сцен в зале суда и событий, цепь которых привела к убийству. Поскольку единственная истина — не та, которую якобы устанавливают в суде, а та, которую зритель открывает сам, многое из сцен прошлого противоречит тому, что говорится в суде. Становится понятно, что происшедшее в суде толкуется в извращенном, перевернутом виде. Так, например, мэтр Эпарвье, представляющий мать убитого, говорит о том, что, поселившись в Париже, Доминик и Анни живут в довольно хорошем районе и пользуются известным комфортом. После этого показывается дом, в котором живут сестры, и камера захватывает чердачное окно: сестры живут в каморке на чердаке, настолько крошечной, что, чтобы пройти к окну, приходится перебираться через кровать. Мэтр Эпарвье с негодованием говорит о том, что, уйдя от сестры, Доминик уходит в отель к Мишелю, своему бывшему любовнику, но оказывается, что Доминик снимает половину комнаты, живя вместе с девушкой по имени Дейзи, а с Мишелем её связывают дружеские, но никак не близкие отношения.

## Награды и номинации
- 1961 — номинация на премию «Оскар» за лучший фильм на иностранном языке.
- 1961 — премия «Золотой глобус» за лучший фильм на иностранном языке.
- 1961 — премия «Давид ди Донателло» лучшей зарубежной актрисе (Брижит Бардо).
- 1961 — приз за лучшую режиссуру кинофестиваля в Мар-дель-Плата (Анри-Жорж Клузо).

## Критика
Именно после «Истины» Брижит Бардо была признана настоящей актрисой, способной на глубокие, трагедийные роли.
Жан де Баронселли, «Монд»:

Наконец-то мы увидели Брижит Бардо такой, какая она есть. Клузо преобразил её. Явившись поначалу в своем привычном образе избалованной девочки, взбалмошной и капризной, она превращается во взрослую женщину на скамье подсудимых. Поразительно, как она меняется — другой голос, другой взгляд, даже тело вдруг теряет свою броскую красоту. Когда она кричит о своей любви и о любви человека, которого она убила, это потрясает до глубины души. А её взгляд затравленного зверя ночью, в тюрьме, когда она сжимает в руке осколок зеркала, — от этого взгляда больно… Насколько велика роль режиссёра в этой метаморфозе? Трудно сказать, но наверняка она была решающей. 

## Интересные факты
- В фильме использована музыка Игоря Стравинского к балету «Жар-птица».
- На роль Жильбера Теллье пробовались Жан-Поль Бельмондо, Жан-Пьер Кассель, Жерар Блен, Юг Офрэ, Марк Мишель.
- Во время съемок фильма у Брижит Бардо и Сами Фрея сложились близкие отношения.
- В своих воспоминаниях «Iniciales B.B.» Брижит Бардо подчеркивает неоспоримый талант режиссёра фильма Анри-Жоржа Клузо, но, называя его «человеком со знаком „минус“», рассказывает о том, что во время съемок фильма Клузо неоднократно доходил до крайностей для достижения правдивости в фильме:

В другой раз снимали сцену самоубийства. Я будто бы наглоталась барбитала и должна была лежать в бреду, хрипло дыша. Мне эти вещи были, увы, хорошо знакомы… Я думала, что выгляжу в полукоматозном состоянии естественней некуда, но Клузо не нравилось. День кончался, все с ног валились от усталости, на съемочной площадке было нестерпимо жарко. Клузо хотел, чтобы я обливалась потом, пускала слюни; гримеры наносили мне пену в уголки рта, глицериновую воду на лоб. У меня разболелась голова, не было сил больше без конца повторять эту тягостную сцену.
Я попросила принести мне стакан воды и две таблетки аспирина. Клузо сказал, что у него есть аспирин, и я проглотила две белые таблетки, которые он мне дал.
Я почувствовала себя странно: какое-то оцепенение сковало меня, глаза весили по тонне каждый, я слышала как сквозь вату… Двум рабочим пришлось нести меня домой на руках. Дедетта, перепугавшись, сообщила маме, что Клузо дал мне вместо аспирина две таблетки сильнейшего снотворного.
Я не могла проснуться 48 часов!
Зато сцена была снята с натуры и получилась более чем правдивой.